# Les Petits Enfants du siècle
Pour les articles homonymes, voir Les Petits Enfants du siècle (homonymie).
Les Petits Enfants du siècle est un roman français de Christiane Rochefort paru chez Grasset en 1961.

## Résumé
Josyane est la fille ainée de la famille Rouvier. "Née des Allocations et d’un jour férié" après la Seconde Guerre mondiale, elle grandit tout d’abord dans le treizième arrondissement de Paris dans une chambre sale avec WC sur le palier avant d’être relogée avec sa famille dans une cité entre Avron et Bagnolet. Sœur lointaine de Gavroche, elle raconte avec un regard ironique et acéré son quotidien dans les blocs.  
Ses parents sont des ouvriers dans une usine de moutarde. Mais sa mère, à la santé chancelante après les grossesses multiples, arrête de travailler assez rapidement et lui délègue toutes les tâches ménagères. Son statut d'ainée lui donne l'entière responsabilité aussi bien de la maison que de ses frères et sœurs. Avec chaque enfant arrivent de nouvelles primes permettant d'acheter de nouveaux appareils électroménagers. C'est le cas pour les autres familles nombreuses de la Cité. A ce titre, Josyane se moque des "bonnes femmes" de la cité, perpétuellement enceintes et se traînant sous le poids de leurs problèmes de santé à la suite de leurs grossesses multiples. Garantes de l'ordre de la cité elles sont fortement critiquées par Josyane tout au long de son enfance puis de son adolescence. A la nuit tombée, une fois ses corvées finies, elle s'installe à la table de la cuisine afin de faire ses devoirs, ce sont les seuls moments de bonheur. Elle rencontre Guido un ouvrier de chantier italien de 39 ans auquel elle s'attache. A son retour de vacances Guido est parti construire des cités ailleurs. Josyane l’attend puis l’oublie.
Elle arrête l’école après son Certificat malgré de bons résultats faute de vocation. Après quelque temps, elle se souvient de Guido. Apprenant que les ouvriers Italiens construisent désormais à Sarcelles, elle décide de trouver un scooter afin d’aller le voir. Elle utilise alors les garçons de son quartier et échange des relations sexuelles pour en obtenir un. Elle se rend à Sarcelles mais ne parvient pas à trouver Guido. Elle plonge peu à peu dans une crise existentielle et a le sentiment d'être arrivée dans un cul-de-sac identitaire. Mais un jour, en revenant de la maternité avec son père et ses deux sœurs jumelles elle rencontre un jeune homme. Ce dernier, prénommé Philippe monteur à la télévision pense qu’elle est la mère des jumelles. Apprenant quelque temps après son erreur il l’invite à sortir, lui fait un enfant et ils se marient. Elle pense être à temps pour la prime et lui indique la ville nouvelle de Sarcelles afin de s'y installer. 

## Commentaires
Le titre de l'ouvrage est une référence directe à l'œuvre d'Alfred de Musset La Confession d'un enfant du siècle. Christiane Rochefort entend montrer la nouvelle crise de cette nouvelle génération ainsi que l'urbanisme abrutissant les classes sociales défavorisées. En effet, pour elle les blocs de bétons des cités ne laissent aucune possibilité d’ouverture. Cette critique se retrouve par ailleurs dans le scénario qu'elle co-écrit La Ville bidon réalisé par Jacques Baratier. 
L’autrice dénonce également les politiques natalistes de la fin de la Seconde Guerre mondiale qui échangent enfants contre des biens de consommation. Christiane Rochefort ne critique pas le monde ouvrier spécifiquement mais dénonce au contraire la fatalité amenant tous les milieux à être manipulés par la société de consommation. Ainsi, Christiane Rochefort dénonce une idée figée du bonheur qui serait synonyme de possession de biens. 
En apprenant que les Italiens travaillent à Sarcelles, Josyane décide d'échanger des relations sexuelles avec les garçons de sa cité contre l'acquisition d'un scooter afin de se rendre là-bas. Elle oublie rapidement Guido et, dans une période où la contraception médicalement assistée est inexistante et où l'avortement est interdit elle multiplie les partenaires. La sexualité n'est plus assimilée à la reproduction comme l'est celle des "bonnes femmes", groupe critiqué continuellement, mais devient au contraire un plaisir auquel elle se livre. Néanmoins ce plaisir dans les années soixante est présenté comme un risque pour les femmes comme le montre la mort d'une amie de Josyane à la suite d'un avortement clandestin raté. Par ailleurs le basculement de la sexualité-plaisir à la sexualité-reproduction lors du dernier chapitre de l'ouvrage dans ses relations sexuelles avec Philippe marque un retour à la norme pour Josyane.
Si pour certains commentateurs le dernier chapitre est un morceau de poésie, sa fin heureuse n'est pourtant qu’une façade. Car Josyane affirme son refus dès le début du roman d’être comme une "bonne femme". Toutefois lors du court dernier chapitre elle rencontre Philippe, tombe enceinte, va se marier et accouchera à temps pour la prime. L'amour est présenté comme un piège et Josyane s'inscrit comme Octave dans La Confession d'un enfant du siècle dans un futur désenchanté. Ainsi Christiane Rochefort affirme qu'elle se sent liée par Josyane et essaye de la sauver en lui donnant des possibilités de sortie mais l'Amour aura sa peau . Alors, l'ironie et la colère de Josyane disparaissent. Elle est alors assimilée à l’ordre social qu’elle contestait. L’ironie disparue, elle reproduit le modèle familial mais également le modèle dominant. L'humour disparaît et se profile l'angoisse.